# BAO!
BAO! är ett album från 2004 av Benny Anderssons orkester. För albumet fick bandet en Grammis i kategorin "Årets schlager-dansband".

## Låtlista
Arrangemang: Benny Andersson och Göran Arnberg
| Nr | Låt                    | Musik           | Text          | Längd |
| -- | ---------------------- | --------------- | ------------- | ----- |
| 1  | Glasgow Boogie         | Benny Andersson | -             | 3.30  |
| 2  | En dans på rosor       | Benny Andersson | -             | 3.05  |
| 3  | Du är min man          | Benny Andersson | Björn Ulvaeus | 3.40  |
| 4  | Vitalins vals          | Benny Andersson | -             | 3.02  |
| 5  | På en Solskenspromenad | Benny Andersson | -             | 3.47  |
| 6  | Jehu                   | Benny Andersson | -             | 3.45  |
| 7  | Midnattsdans           | Benny Andersson | Björn Ulvaeus | 3.40  |
| 8  | Riks1:an               | Benny Andersson | -             | 2.34  |
| 9  | Julvals                | Benny Andersson | -             | 3.25  |
| 10 | Skenbart               | Benny Andersson | Peter Dalle   | 4.20  |
| 11 | Trettondagspolkan      | Benny Andersson | -             | 3.07  |
| 12 | Stora skuggan          | Benny Andersson | -             | 3.10  |
| 13 | Saknadens rum          | Benny Andersson | Ylva Eggehorn | 3.33  |
| 14 | Kärlekens tid          | Benny Andersson | Ylva Eggehorn | 2.30  |

Duvemålakören under ledning av Bosse Eriksson

## Studiotekniker
- Tekniker: Bernard Löhr
- Mixning: Bernard Löhr, Benny Andersson
- och Göran Arnberg i Mono Music Studio
- Mastering hos Cutting Room Studios av Björn Engelmann
- Samordnare: Nutta Hultman och Görel Hanser
- Art Direction: Anders Eklind, Forsman&Bodenfors
- Produktionsledning: Gustaf Aschan, Forsman&Bodenfors

## Listplaceringar
| Lista (2004-2005) | Topplacering |
| ----------------- | ------------ |
| Sverige           | 1            |

### Fotnoter
1. ↑  ”Grammis”. Arkiverad från originalet den 17 mars 2012. https://web.archive.org/web/20120317055524/http://www.ifpi.se/wp/wp-content/uploads/100428-lc-vinnare-genom-%C3%A5ren.pdf. Läst 1 maj 2011.
2. ↑  Listplacering